# Crozet (Ain)
Crozet è un comune francese di 2 288 abitanti situato nel dipartimento dell'Ain della regione Alvernia-Rodano-Alpi.

## Storia

### Simboli
Lo stemma comunale riprende il blasone della famiglia de Rossillon.

## Società

### Evoluzione demografica
Abitanti censiti